# 1917年12月28日月食
1917年12月28日月食为一次在协调世界时1917年12月28日出現的月全食。該次月食半影食分為2.091、全影食分為1.010。偏食維持了102分，全食維持8分。

## 概述
這次月食的食分是6.44，偏食維持了102分，全食維持8分。

## 基本參數
- 類型：月全食
- 食甚資料：
  - 日期：1917年12月28日
  - 時間：9:46
  - 月球位置：赤經6.44度、赤緯22.9度
  - 食分：半影食分：2.091、全影食分：1.010
  - 持續時間：偏食102分、全食8分

## 外部連結
- NASA月食專頁（页面存档备份，存于）（英文）